# Kjeld Kirk Kristiansen

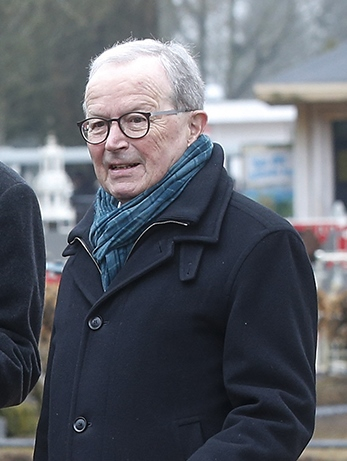
Kjeld Kirk Kristiansen, 2018

Kjeld Kirk Kristiansen ([kʰelˀ kʰiɐ̯k kʰʁeˈstjænˀsn̩]; * 27. Dezember 1947 in Billund) ist ein dänischer Industrieller.

## Leben
Kristiansen ist einer der Söhne von Godtfred Kirk Christiansen und Enkel des  Lego-Gründers Ole Kirk Christiansen. Er studierte an der Wirtschaftshochschule der Universität Aarhus und erwarb 1972 den akademischen Grad eines Master of Business Administration an der IMD Business School in der Schweiz. Von 1979 bis 2004 war Kristiansen Chief Executive Officer von Lego A/S. Unter seiner Leitung brachte Lego Figuren auf den Markt und eröffnete Legoland-Parks. Seit 1996 ist er Vorstandsvorsitzender des Family-Office Kirkbi.

## Vermögen
Sein geschätztes Vermögen lag 2004 bei 2,5 Milliarden US-Dollar, 15 Jahre später wurde es auf 4,7 Milliarden US-Dollar geschätzt. Kristiansen gilt damit als der drittreichste Mann Dänemarks. Im Jahr 2021, in der The World’s Billionaires Liste, wurde Kristiansens Vermögen von dem US-amerikanischen Finanzmagazine Forbes, auf 8,7 Milliarden US-Dollar geschätzt, so liegt er auf Platz 274 der reichsten Menschen der Welt. Mitte 2021 wurde sein Vermögen auf 9 Milliarden US-Dollar taxiert. (Stand 2. Juni 2021)

## Familie
Zusammen mit seiner Frau Camilla hat er drei Kinder. Seine jüngste Tochter Agnete Kirk Thinggaard ist eine Dressurreiterin, die für Dänemark an den Olympischen Sommerspielen 2016 teilnahm.